# Reloj despertador

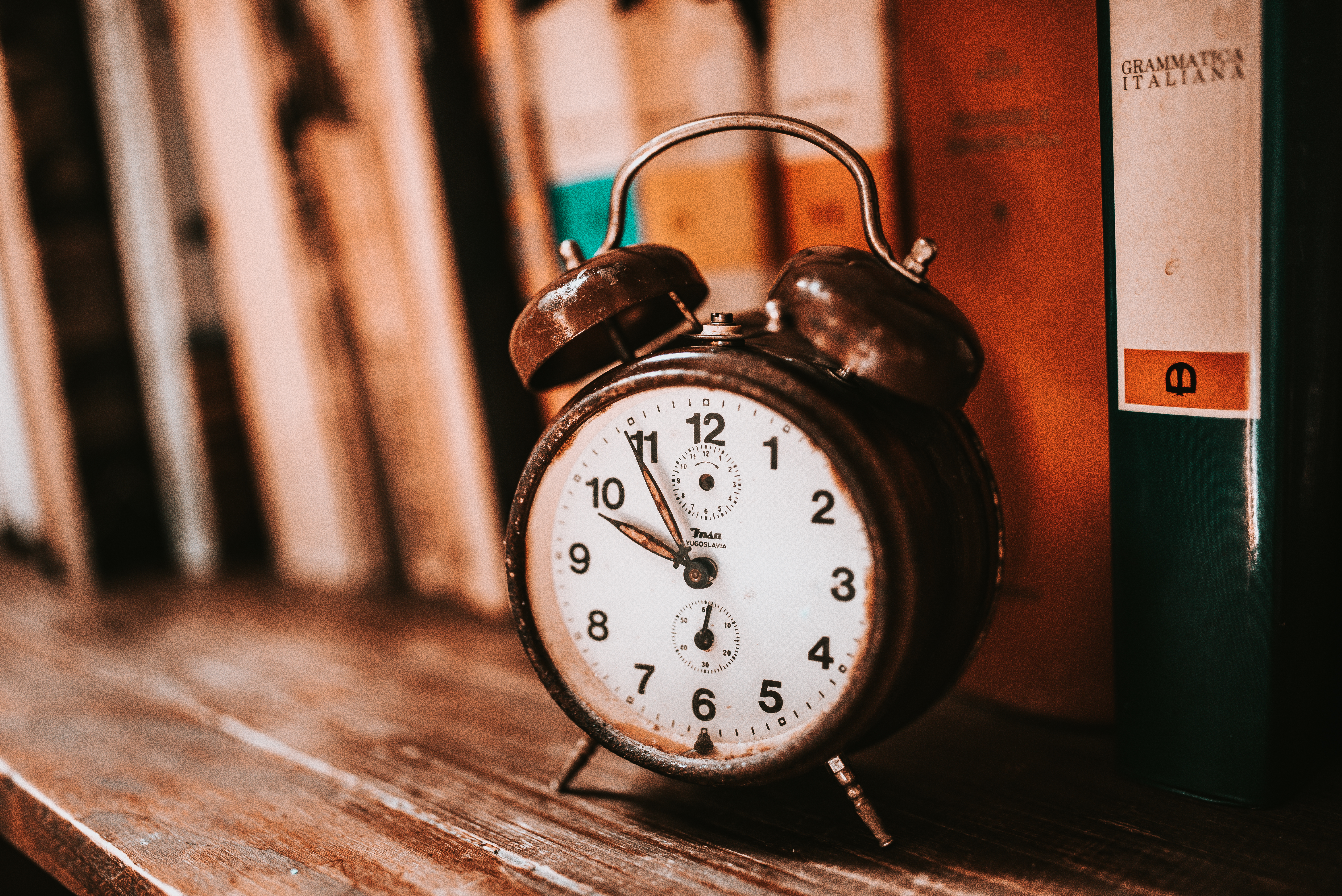
Reloj despertador analógico

Un despertador es un dispositivo que se utiliza para despertarse mediante un sonido (que puede ser un ruido, música o emisora de radio) o una luz, a una hora y/o día determinados. También se puede llamar comúnmente beep.
Para detener el sonido, es necesario apretar un botón o manivela. Algunos se detienen automáticamente después de algunos minutos.
Un reloj despertador analógico clásico tiene una manivela adicional que se usa para especificar el horario en el cual se debe activar la alarma. Los relojes despertadores mecánicos tradicionales poseen una campanilla en la parte superior que produce el sonido, pero los despertadores analógicos pueden hacer otros ruidos. Los más simples, alimentados por pilas hacen un sonido simple, repetitivo, mientras que los más nuevos pueden hablar, reír, o cantar. Algunos poseen radio, que comienza a funcionar a una hora especificada. El nombre más específico para este artefacto es radio reloj.
Un teléfono móvil puede contener una función de despertador o incluir una agenda (que diferencia entre mañanas, tardes, días de la semana, series...) con alarma y por lo tanto funcionar como tal. En los dos casos se los denominaría "teléfono móvil con despertador".

## Tipos de despertador
Hoy en día existen muchos modelos de despertadores en el mercado: 
- Despertadores estándar: éstos funcionan por sonido y suelen incorporar funciones como la radio.
- Despertadores lumínicos o Wake Up Light: estos despertadores simulan el amanecer al iluminarse progresivamente durante un período de tiempo.
- Despertadores vibratorios: como el propio nombre indica, estos modelos funcionan por vibración y suelen ser usados por personas con problemas de audición.

## Características

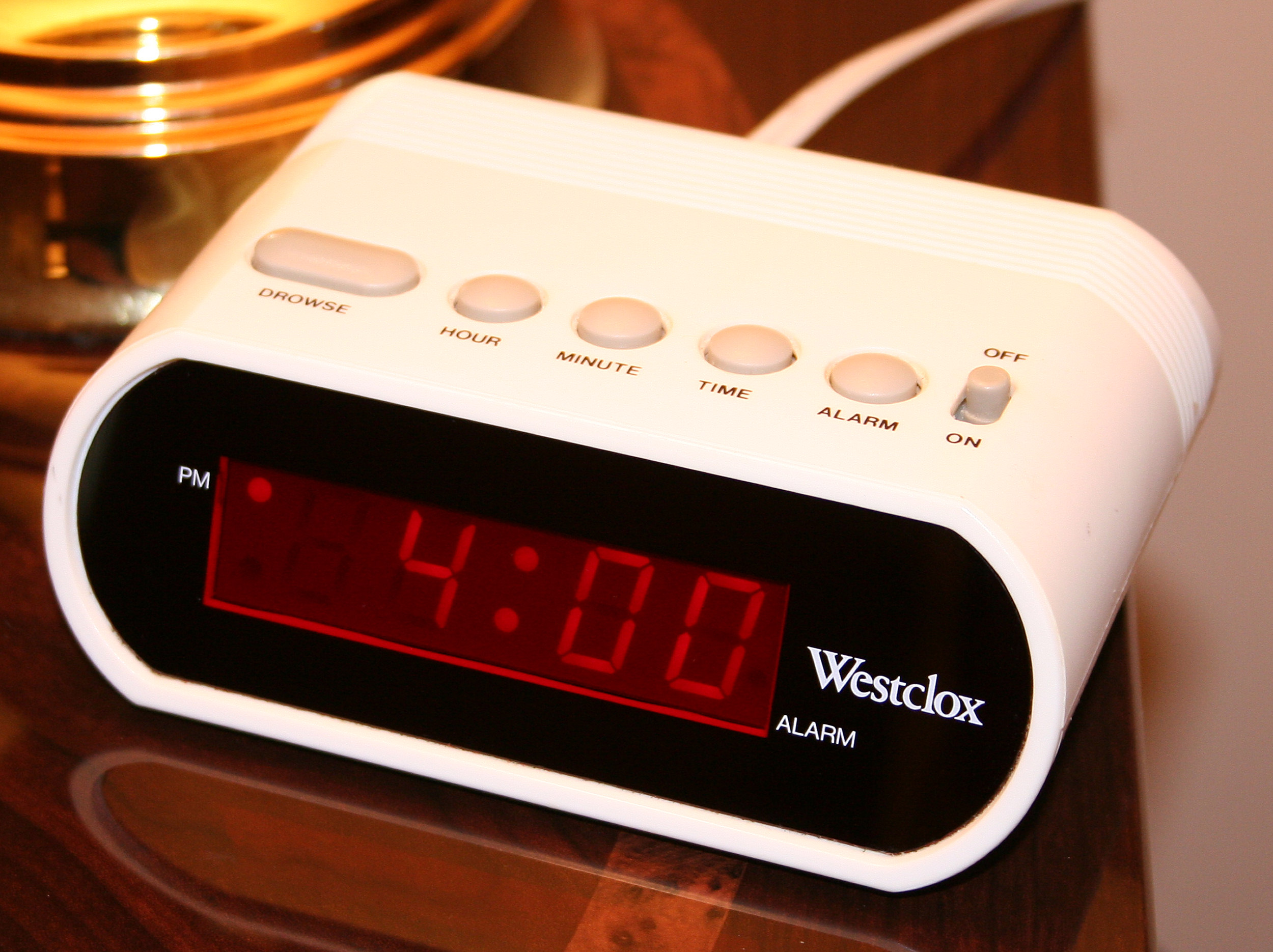
Despertador digital.

Un reloj despertador puede tener las siguientes características:
- Tipos de alarma.
  - Alarma con volumen en progresión.
  - Diversos sonidos.
  - Radio.
  - Campanillas, del clásico diseño con manivelas y sin radio
- Repetición de la alarma cada cierto tiempo, en caso de que el usuario se vuelva a dormir.
- Activación según el día de la semana.
- Iluminación
- Ajuste automático de la hora.
- También existe el despertador de pulsera que te da un calambre para despertarte.

## Origen
El primer sistema para despertarse a una hora determinada fue inventado por los griegos hacia el año 250 a. C. Consistía en un pájaro mecánico que sonaba cuando la marea subía de nivel. El despertador tal y como se conoce hoy fue inventado por el relojero Levi Hutchins de Nuevo Hampshire en 1787. Hasta entonces la gente era despertada por el sol, pero el relojero se despertaba a las cuatro de la madrugada, hora en la que aún no ha salido el sol. Hutchins colocó una palanca en el número cuatro para que, cuando la manecilla marcase esa hora, sonase una campana.

## Radio reloj
Un radio reloj es un despertador y un receptor de radio combinados en un solo aparato. El reloj puede encender la radio a determinadas horas para despertar al usuario, y suele incluir un zumbador. Normalmente, se coloca un radio reloj en la mesilla de noche, junto a la cama. Algunos modelos ofrecen dos alarmas para despertarse a distintas horas y un "retardo", normalmente un botón grande en la parte superior que apaga la alarma y hace que vuelva a sonar pasados unos minutos. Algunos radiodespertadores también tienen un temporizador de "reposo" que enciende la radio durante un tiempo determinado (normalmente alrededor de una hora). Esto es útil para las personas a las que les gusta dormirse escuchando la radio. 

## Despertador en línea
Un despertador en línea es un reloj despertador digital que puede utilizar gratuitamente a través de su navegador de Internet en cualquier ordenador o dispositivo móvil. Puedes utilizar un despertador para despertarte por la mañana y ayudarte con actividades cotidianas como estudiar, hacer deporte, cocinar o prepararte para un examen final.

## Sistemas de alarma de nueva generación
Los estudios científicos sobre el sueño han demostrado que la fase de sueño de vigilia es un factor importante para potenciar la inercia del sueño. Los despertadores con monitorización de las fases del sueño salieron al mercado en 2005. Los despertadores utilizan tecnología de sensores, como electrodos EEG y acelerómetros, para despertar a las personas del sueño. Los simuladores de amanecer son otra tecnología diseñada para mediar estos efectos.
Los durmientes pueden acostumbrarse al sonido de su despertador si lo han utilizado durante un periodo de tiempo, haciéndolo menos eficaz. Debido al complejo procedimiento de despertarse de los despertadores progresivos, pueden ahogar esta adaptación porque el cuerpo necesita adaptarse a más estímulos que una simple alerta sonora.